# Wuhan Open 2018
Wuhan Open 2018, oficiálně se jménem sponzora Dongfeng Motor Wuhan Open 2018, byl tenisový turnaj pořádaný jako součást ženského okruhu WTA Tour, který se hrál v areálu Optics Valley International Tennis Center na otevřených dvorcích s tvrdým povrchem DecoTurf. Konal se mezi 23. až 29. zářím 2018 v čínském Wu-chanu jako pátý ročník turnaje.
Turnaj s rozpočtem 2 746 000 amerických dolarů patřil do kategorie Premier 5. Nejvýše nasazenou hráčkou ve dvouhře se stala světová jednička Simona Halepová z Rumunska. Jako poslední přímá účastnice do dvouhry nastoupila  belgická 48. hráčka žebříčku Kirsten Flipkensová.
V ženské dvouhře získala svůj druhý titul na okruhu WTA Tour  běloruská tenistka Aryna Sabalenková, jíž bodový zisk posunul na nové kariérní maximum, 16. příčku. Deblovou soutěž ovládly belgicko-nizozemské turnajové šestky Elise Mertensová a Demi Schuursová, které získaly čtvrtou společnou trofej, třetí sezónní a první mimo kategorii International.

## Rozdělení bodů a finančních odměn

### Rozdělení bodů
| Soutěž  | vítězky | finalistky | semifinalistky | čtvrtfinalistky | 16 v kole | 32 v kole | 64 v kole | Q  | Q2 | Q1 |
| ------- | ------- | ---------- | -------------- | --------------- | --------- | --------- | --------- | -- | -- | -- |
| dvouhra | 900     | 585        | 350            | 190             | 105       | 60        | 1         | 30 | 20 | 1  |
| čtyřhra | 900     | 585        | 350            | 190             | 105       | 1         | —         | —  | —  | —  |

### Finanční odměny
| Soutěž                               | vítězky  | finalistky | semifinalistky | čtvrtfinalistky | 16 v kole | 32 v kole | 64 v kole | Q2     | Q1     |
| ------------------------------------ | -------- | ---------- | -------------- | --------------- | --------- | --------- | --------- | ------ | ------ |
| dvouhra                              | $503 725 | $251 860   | $125 805       | $58 015         | $28 730   | $14 745   | $7 585    | $4 215 | $2 170 |
| čtyřhra                              | $144 010 | $72 865    | $36 060        | $18 155         | $9 200    | $4 545    | —         | —      | —      |
| částka ve čtyřhře je uvedena na pár. |          |            |                |                 |           |           |           |        |        |

## Ženská dvouhra

### Nasazení
| Stát                         | Hráčka              | WTA | Nasazení |
| ---------------------------- | ------------------- | --- | -------- |
| Rumunsko                     | Simona Halepová     | 1.  | 1.       |
| Dánsko                       | Caroline Wozniacká  | 2.  | 2.       |
| Německo                      | Angelique Kerberová | 3.  | 3.       |
| Francie                      | Caroline Garciaová  | 4.  | 4.       |
| Česko                        | Petra Kvitová       | 5.  | 5.       |
| Ukrajina                     | Elina Svitolinová   | 6.  | 6.       |
| Japonsko                     | Naomi Ósakaová      | 7.  | 7.       |
| Česko                        | Karolína Plíšková   | 8.  | 8.       |
| USA                          | Sloane Stephensová  | 9.  | 9.       |
| Lotyšsko                     | Jeļena Ostapenková  | 10. | 10.      |
| Německo                      | Julia Görgesová     | 11. | 11.      |
| Nizozemsko                   | Kiki Bertensová     | 12. | 12.      |
| Rusko                        | Darja Kasatkinová   | 13. | 13.      |
| Španělsko                    | Garbiñe Muguruzaová | 14. | 14.      |
| Belgie                       | Elise Mertensová    | 15. | 15.      |
| Austrálie                    | Ashleigh Bartyová   | 17. | 16.      |
| Žebříček WTA k 17. září 2018 |                     |     |          |

### Jiné formy účasti
Následující hráčky obdržely divokou kartu do hlavní soutěže:
- Viktoria Azarenková
- Bernarda Perová
- Samantha Stosurová
- Wang Čchiang
- Čeng Saj-saj

Následující hráčky postoupily do hlavní soutěže z kvalifikace:
- Viktorija Golubicová
- Sofia Keninová
- Rebecca Petersonová
- Mónica Puigová
- Kateřina Siniaková
- Sara Sorribesová Tormová
- Wang Si-jü
- Wang Ja-fan

Následující hráčky postoupily do hlavní soutěže z kvalifikace jako tzv. šťastné poražené:
- Markéta Vondroušová
- Polona Hercogová
- Monica Niculescuová

### Odhlášení
před zahájením turnaje
- Viktoria Azarenková → nahradila ji  Markéta Vondroušová
- Mihaela Buzărnescuová → nahradila ji  Kirsten Flipkensová
- Kaia Kanepiová → nahradila ji  Aleksandra Krunićová
- Naomi Ósakaová  → nahradila ji  Polona Hercogová
- Magdaléna Rybáriková  → nahradila ji  Monica Niculescuová

### Skrečování
- Tímea Babosová
- Madison Keysová
- Coco Vandewegheová
- Wang Čchiang

## Ženská čtyřhra

### Nasazení
| Stát                                                                     | Hráčka                    | Stát       | Hráčka                         | WTA | Nasazení |
| ------------------------------------------------------------------------ | ------------------------- | ---------- | ------------------------------ | --- | -------- |
| Maďarsko                                                                 | Tímea Babosová            | Francie    | Kristina Mladenovicová         | 6.  | 1.       |
| Česko                                                                    | Andrea Sestini Hlaváčková | Česko      | Barbora Strýcová               | 18. | 2.       |
| Austrálie                                                                | Ashleigh Bartyová         | USA        | Coco Vandewegheová             | 27. | 3.       |
| Kanada                                                                   | Gabriela Dabrowská        | Čína       | Sü I-fan                       | 27. | 4.       |
| Slovinsko                                                                | Andreja Klepačová         | Španělsko  | María José Martínez Sánchezová | 28. | 5.       |
| Belgie                                                                   | Elise Mertensová          | Nizozemsko | Demi Schuursová                | 30. | 6.       |
| USA                                                                      | Nicole Melicharová        | Česko      | Květa Peschkeová               | 31. | 7.       |
| Česko                                                                    | Lucie Hradecká            | Rusko      | Jekatěrina Makarovová          | 48. | 8.       |
| Žebříček WTA k 17. září 2018; číslo je součtem umístění obou členek páru |                           |            |                                |     |          |

### Jiné formy účasti
Následující páry obdržely divokou kartu do hlavní soutěže:
- Tuan Jing-jing /  Wang Ja-fan
- Ťiang Sin-jü /  Wang Čchiang

#### Odhlášení
v průběhu turnaje
- Vania Kingová

### Skrečování
- Coco Vandewegheová

## Přehled finále

### Ženská dvouhra
- Aryna Sabalenková vs.  Anett Kontaveitová, 6–3, 6–3

### Ženská čtyřhra
- Elise Mertensová /  Demi Schuursová vs.  Andrea Sestini Hlaváčková /  Barbora Strýcová 6–3, 6–3